# Ириней (Фальковский)
Архиепископ Ириней (в миру Иван Акимович Фальковский; 11 июня 1762 — 29 апреля 1823) — епископ Русской православной церкви, учёный-просветитель и астроном.

## Биография
Родился в Белоцерковцах вблизи Киева. Учился в Киево-Могилянской академии (1773), затем в Пресбургской гимназии в Братиславе (1777), в Пештской королевской гимназии в Будапеште (1778). В 1780 поступил и в 1782 окончил философское образование в Офенском университете.
В 1783 году вернулся в Россию и поступил в богословский класс Киево-Могилянской академии, в 1786 года пострижен в монашество, принял монашеское имя Ириней.
В 1799 году возведен в сан архимандрита Гамалеевского Рождество-Богородицкого монастыря Черниговской епархии с оставлением на прежней должности в духовной академии.
С апреля 1803 года, по упразднении Гамалеевского Рождество-Богородицкого монастыря, управлял Киево-Братским монастырём. В том же году был назначен ректором Киево-Могилянской академии, в сентябре того же года переведён настоятелем Пустынного Николаевского монастыря в Киеве.
В 1804 году, по прошению, уволен из духовной академии, где в течение двадцати лет преподавал различные предметы (арифметику, грамматику, немецкий язык, геометрию, алгебру, астрономию, поэзию, богословие), поставлен настоятелем Пустынного Николаевского монастыря и присутствующим в духовной дикастерии.
24 февраля 1807 года хиротонисан во епископа Чигиринского, викария Киевской митрополии.
Ещё во время научной работы Иван Акимович принял монашество под именем Иринея. Сан епископа был с 1808 года.
С 7 февраля 1812 года — епископ Смоленский и Дорогобужский. В связи с занятием Смоленска французами епископу, до окончания военных действий, было назначено пребывание в Ярославле. Вернулся в освобождённый Смоленск 20 декабря 1812 года.
С декабря 1812 года управлял также Могилёвской епархией. В 1813 году по прошению, уволен от управления Смоленской епархией и назначен на прежнее место — епископом Чигиринским, коадъютором Киевской митрополии, с управлением Киевским Златоверхим монастырём.
Скончался 29 апреля 1823 года. Погребён в Екатерининском приделе Златоверхого Киево-Михайловского монастыря.

## Научная деятельность
Известен как писатель, поэт, историк, философ, математик, медик, географ, астроном, архитектор, экономист. Писал псалмы, стихиры и тропари на славянском языке, гимны и элегии на русском, латинском, немецком и французском языках, богословские трактаты, толкования на Священное писание, проповеди, трактаты по философии. Его творческое наследие составляет 92 тома рукописей (16 тысяч страниц).
Основные труды в области астрономии касаются небесной механики и геодезии.
В своих курсах «Сферическая астрономия» и «Теоретическая астрономия» изложил кеплеровскую теорию движения планет, описал движение Солнца и Луны и зависящие от этого явления, в частности, солнечные и лунные затмения, определил время будущих солнечных затмений на 1795—1800, привёл сведения о кометах и переменных звёздах. В курсе «Геометрии» рассмотрел вопросы, касающиеся фигуры и размеров Земли. Издавал «Киевские месяцесловы» — ежегодники, в которых содержались сведения о положениях Луны и Солнца, о затмениях, а также публиковались статьи на исторические темы.